# Revuelta del Turquestán Ruso de 1916
La revuelta del Turquestán Ruso de 1916, también conocida como Alzamiento de Semirechye, es un alzamiento generalizado de la población musulmana de la región, en especial de los actuales Kazajistán, Uzbekistán, Tadyikistán y Kirguistán, en contra del Imperio Ruso que participaba en la Primera Guerra Mundial en contra del Imperio Otomano, de etnia turca y religión musulmana, características que comparte con el Turquestán, razón por la cual al exigir el Imperio Ruso la leva de turquestanos para luchar contra el Imperio Otomano, la población prefirió unirse al llamamiento a la Yihad del Sultan otomano y atacar a los rusos.

## Desarrollo
La rebelión se inició en el verano de 1916, cuando el Gobierno ruso, escaso de tropas para combatir en la Primera Guerra Mundial, eliminó la exención del servicio militar de que gozaban los súbditos musulmanes del Imperio. En junio se decretó el reclutamiento de los hombres en edad militar para encuadrarlos en batallones de trabajo. La población no solo tenía escaso interés por la guerra europea, que únicamente había causado perjuicios económicos, sino que veía con malos ojos el tener que enfrentarse con el Imperio otomano, cuyo sultán era además califa, el cual en 1914 había llamado a la Yihad contra las potencias de la Entente, incluida Rusia, por lo que combatir al Imperio Ruso también era un deber religioso. En estas circunstancias, en el Turquestán ruso los imanes (clérigos musulmanes) empezaron a predicar la necesidad de no responder al reclutamiento y en cambio empezar la Yihad, esto provocó el estallido de una serie de motines locales de reclutas que rehusaban acudir a filas; estos se tornaron en revuelta general contra el dominio ruso.
La confiscación de las tierras de pastos por parte de las autoridades zaristas, había creado animosidad entre la población local desde fines del siglo XIX, siendo que las dificultades político-militares de Rusia durante la contienda impedían ejecutar una represión pronta de las revueltas. La sublevación de uzbecos y tayikos, desembocó en una serie de choques y en una brutal escala de masacres llevadas a cabo por ambas partes entre 1916 y 1917, utilizando los rebeldes algunas bandas armadas y no grandes ejércitos. En julio de 1916, el Gobierno impuso la ley marcial en el territorio y sofocó con dureza todo conato de rebelión. Entre las medidas de represalia, expulsó de ciertas tierras feraces de Semirechye a más de medio millón de nómadas kirguises y kazajos. Un tercio de la población kirguisa pasó a China tras los encarnizados combates que se libraron de junio a septiembre. El fracaso del levantamiento agravó la crisis económica kirguís, cuya comunidad comenzó a sufrir hambre. La represión estatal, que contó con la colaboración de los colonos rusos, no logró, empero, acabar del todo con los rebeldes. La Administración rusa no pudo acabar con los grupos de basmachíes que asaltaban a los colonos y que gozaban de cierta fama de justicieros.